# Нагасаки (префектура)
Нагасаки (на японски: 長崎県, по английската Система на Хепбърн Nagasaki-ken, Нагасаки-кен) е една от 47-те префектури на Япония. Нагасаки е с население от 1 516 536 жители (2000 г.) и има обща площ от 4092,80 км². Едноименният град Нагасаки е административният център на префектурата.